# Hymn Łotwy
Dievs, svētī Latviju (pol. „Boże, błogosław Łotwę”) – hymn państwowy Łotwy.
Hymn Dievs, svētī Latviju („Boże, błogosław Łotwę”) został napisany przez	Kārlisa Baumanisa w drugiej połowie XIX wieku, kiedy to w narodzie łotewskim zaczęła budzić się świadomość narodowościowa. Pieśń, w której po raz pierwszy zostało użyte słowo „Łotwa”, stała się motorem napędzającym wzrost świadomości narodowej i przynależności do jednego narodu.
Pieśń ta została pierwszy raz wykonana na festiwalu w Rydze w czerwcu 1873. Jednak wówczas, na skutek nacisków władzy carskiej, słowo Latvija zostało zastąpione słowem Baltija.
Pieśń Baumanisa jest oficjalnym hymnem narodowym Łotwy od 20 czerwca 1920 roku.
Dievs, svētī Latviju
Dievs, svētī Latviju,

Mūs' dārgo tēviju,

Svētī jel Latviju,

Ak, svētī jel to!

Kur latvju meitas zied,

Kur latvju dēli dzied,

Laid mums tur laimē diet,

Mūs' Latvijā!
Boże, błogosław Łotwę
Boże, błogosław Łotwę,

naszą drogą ojczyznę.

Błogosławże Łotwę,

Ach, błogosławże ją!

Gdzie łotewskie córki kwitną,

gdzie łotewscy synowie śpiewają,

daj nam tam w szczęściu tańczyć,

na naszej Łotwie!